# Walstraat (Brugge)

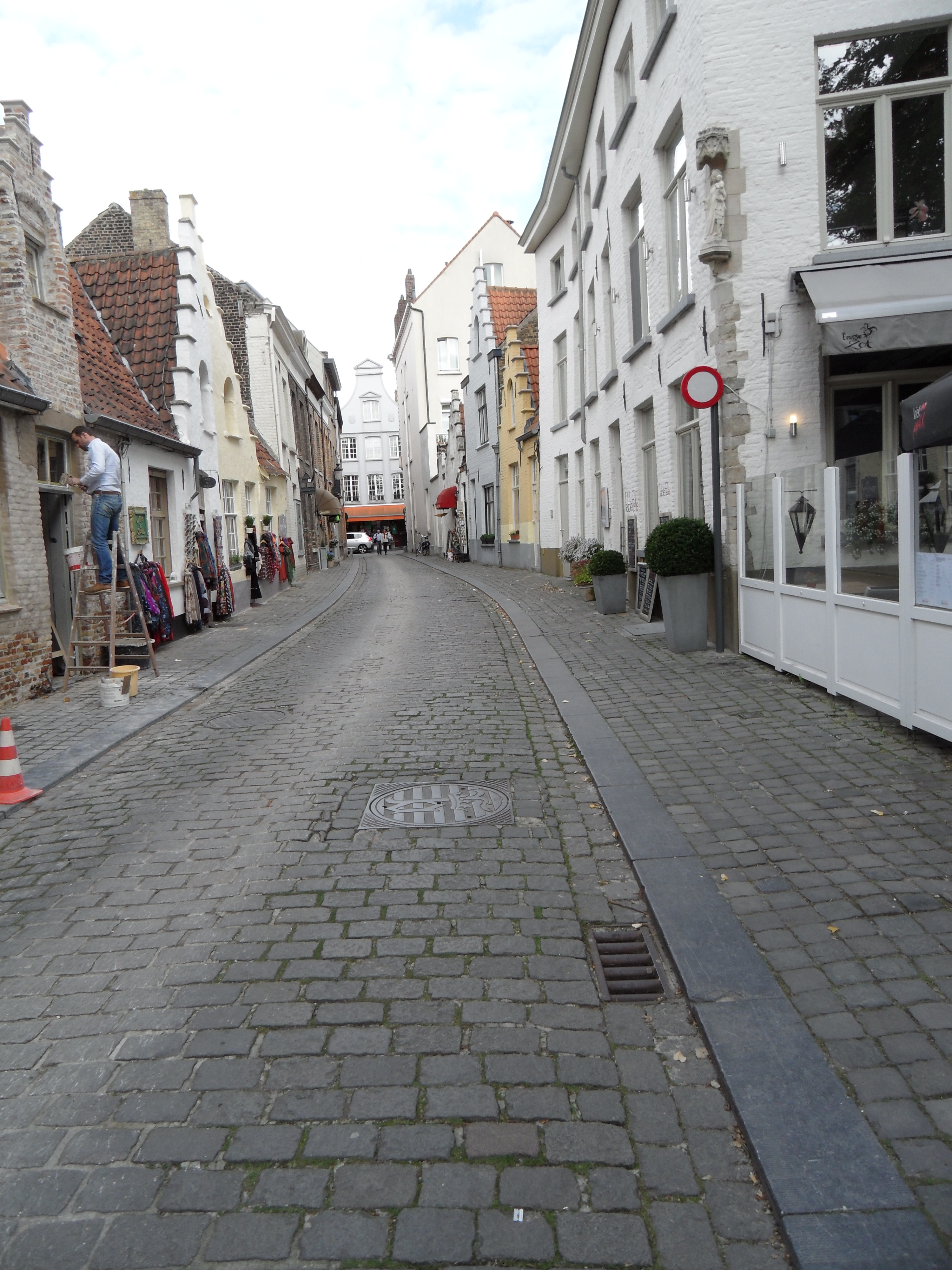
De Walstraat, richting Katelijnestraat

De Walstraat is een straat in Brugge.

## Beschrijving
Een wal werd en wordt begrepen als een (meestal aarden) omwalling die iets beschermt (bijvoorbeeld een stad) of iets moet tegenhouden (bijvoorbeeld water). De eerste Brugse stadsomheining met zijn wallen liep langs deze plek.
In 1302 en in 1348 hadden teksten het over Bachten Walle, dus iets wat zich achter de stadswal bevond. Het plein dat Walplein werd, beantwoordde aan deze omschrijving. Dat de straat die van dit plein naar de Katelijnestraat liep, de Walstraat werd genoemd, ligt in een logische lijn.
Wat tot het laatste kwart van de 20ste eeuw een rustige woonstraat was, is vanaf het einde van die eeuw volledig ingenomen door op het toerisme gerichte handelszaken.